# Viktor Lazlo
Viktor Lazlo es el nombre artístico de Sonia Dronier (nacida el 7 de octubre de 1960 en Lorient, Francia), una cantante franco-belga de ascendencia granadina y martiniqueña. Estudió en Bélgica, donde es más conocida. Su principal éxito fue la canción "Breathless" en 1987. Ese mismo año presentó el Festival de la Canción de Eurovisión 1987 celebrado en Bruselas.
Dronier tomó su nombre artístico del personaje del actor Paul Henreid, Victor Laszlo, en la película de 1942 Casablanca.

## Álbumes
La mayoría de sus álbumes se han editado en una versión en inglés/internacional y una versión en francés. En la lista se incluyen los nombres de ambas versiones (con la versión internacional en primer lugar). De igual forma, se han editado varios recopilatorios. En la lista sólo se incluyen los álbumes que fueron publicados por la discográfica con la que tenía contrato en cada momento.
- 1985 She / Canoë Rose
- 1987 Viktor Lazlo
- 1989 Hot and soul / Club Desert
- 1990 Sweet Soft & Lazy - The Exclusive Collection (álbum recopilatorio oficial, con varias nuevas canciones)
- 1991 My delicious poisons / Mes poisons délicieux
- 1993 Sweet, soft and lazy  - The Very Best Of (el primer recopilatorio oficial "lo mejor de")
- 1996 Back to Front / Verso
- 2002 Loin de Paname (álbum de chansons francesas)
- 2002 Amour(s)
- 2004 Saga
- 2007 Begin The Biguine
- 2012 My Name is Billie Holiday

## Puestos destacados en listas
- 1984 sencillo "Backdoor Man": Países Bajos TIP
- 1986 sencillo "Canoë rose": Francia #14
- 1986 álbum She: Suiza #27, Alemania #34
- 1987 sencillo "Pleurer des rivières": Francia #27
- 1987 álbum Viktor Lazlo: Suiza #17, Austria #16, Alemania #20
- 1987 sencillo "Breathless": Países Bajos #27, Bélgica #13
- 1989 álbum Hot and Soul: Suiza #22, Alemania #22
- 1990 sencillo "Das Erste Mal Tat's Noch Weh" (a dúo con Stefan Waggershausen): Suiza #17, Austria #3, Alemania #6
- 1990 sencillo "Ansiedad": Alemania #56
- 1991 sencillo "Jesse (Douce et innocente)" (a dúo con Stefan Waggershausen): Alemania #25
- 1994 sencillo "Engel Wie Du" (con Juliane Werding & Maggie Reilly): Países Bajos #25
- 2002 álbum "Loin de Paname": Francia #67
- 2005 sencillo "Total Disguise": Grecia #11